# ماتياس فياريال
ماتياس فياريال (بالإسبانية: Matías Villarreal)‏ هو لاعب كرة قدم أرجنتيني، ولد في 16 يناير 1992 في Godoy Cruz, Mendoza ‏ في الأرجنتين.

## وصلات خارجية
- ماتياس فياريال على موقع قاعدة بيانات كرة القدم.إي يو (الإنجليزية)
- ماتياس فياريال على موقع Soccerway.com (الإنجليزية)